# Vourvoulítis
Vourvoulítis, en grec moderne : Βουρβουλίτης, est un village du dème de Gortyne, dans le district régional de Héraklion, de la Crète, en Grèce. Selon le recensement de 2011, la population de Vourvoulítis compte 76 habitants.
Le village est situé à une altitude de 420 mètres et à une distance de 41 km de Héraklion.

## Recensements de la population
La plus ancienne mention écrite relative au village est faite dans un document de 1370. Francesco Barozzi le mentionne  en 1577 sous le nom de Vurvuliti. Dans le recensement vénitien, de 1583, par Castrofilaca, il est également mentionné en tant que Vurvuliti avec 108 habitants. Le cartographe Francesco Basilicata, en 1630, le mentionne aussi sous le nom de Vurvuliti, tandis que le recensement ottoman de 1671 l'indique sous le même nom . Dans le recensement de 1834, mené par les Égyptiens, il est appelé Vurvuliti avec 12 familles, toutes turques.
| Recensements | 1900 | 1920 | 1928 | 1940 | 1951 | 1961 | 1971 | 1981 | 1991 | 2001 | 2011 |
| ------------ | ---- | ---- | ---- | ---- | ---- | ---- | ---- | ---- | ---- | ---- | ---- |
| Population   | -    | 54   | 74   | 91   | 103  | 111  | 105  | 99   |      | 106  | 76   |